# 瓦杜兹城堡
瓦杜兹城堡（德語：Schloß Vaduz）是列支敦士登親王的官方居住地。城堡位于列支敦士登首都瓦杜兹附近的山顶上
。

## 历史
之前的拥有者可能是韦登伯格-萨根斯家族，也就是这个城堡的建造者。这个城堡的主塔(建于12世纪)和东部部分地区是最古老的。该塔位于一块面积为12乘13（39乘43英尺）的地面上。在底层，塔墙的厚度可达4（13英尺）。原入口位于庭院一侧，高11（36英尺）。圣安娜教堂大概也建于中世纪。主祭坛是新哥特式的。在1499年的斯瓦比亚战争中，这座城堡被瑞士邦联烧毁。西侧由卡斯帕·冯·赫内姆斯伯爵(1613-1640)扩建。
列支敦士登的王族于1712年买下了瓦杜兹城堡，买下了瓦杜兹伯爵爵位。此时，神圣罗马帝国皇帝查尔斯六世将1699年由列支敦士登购买的谢伦堡伯爵爵位与贵族爵位合并，形成了现在的列支敦士登公国。

## 今日
城堡在1905年至1920年间经过一次大修缮，此后于20年代初在约翰二世主持下又经历一次修缮，并于30年代初由弗朗茨·约瑟夫二世主持扩建。自1938年起，该城堡便是列支敦士登大公家庭的主要居住地。大公家庭现今仍居住于城堡中，故城堡不对外开放。

## 图集

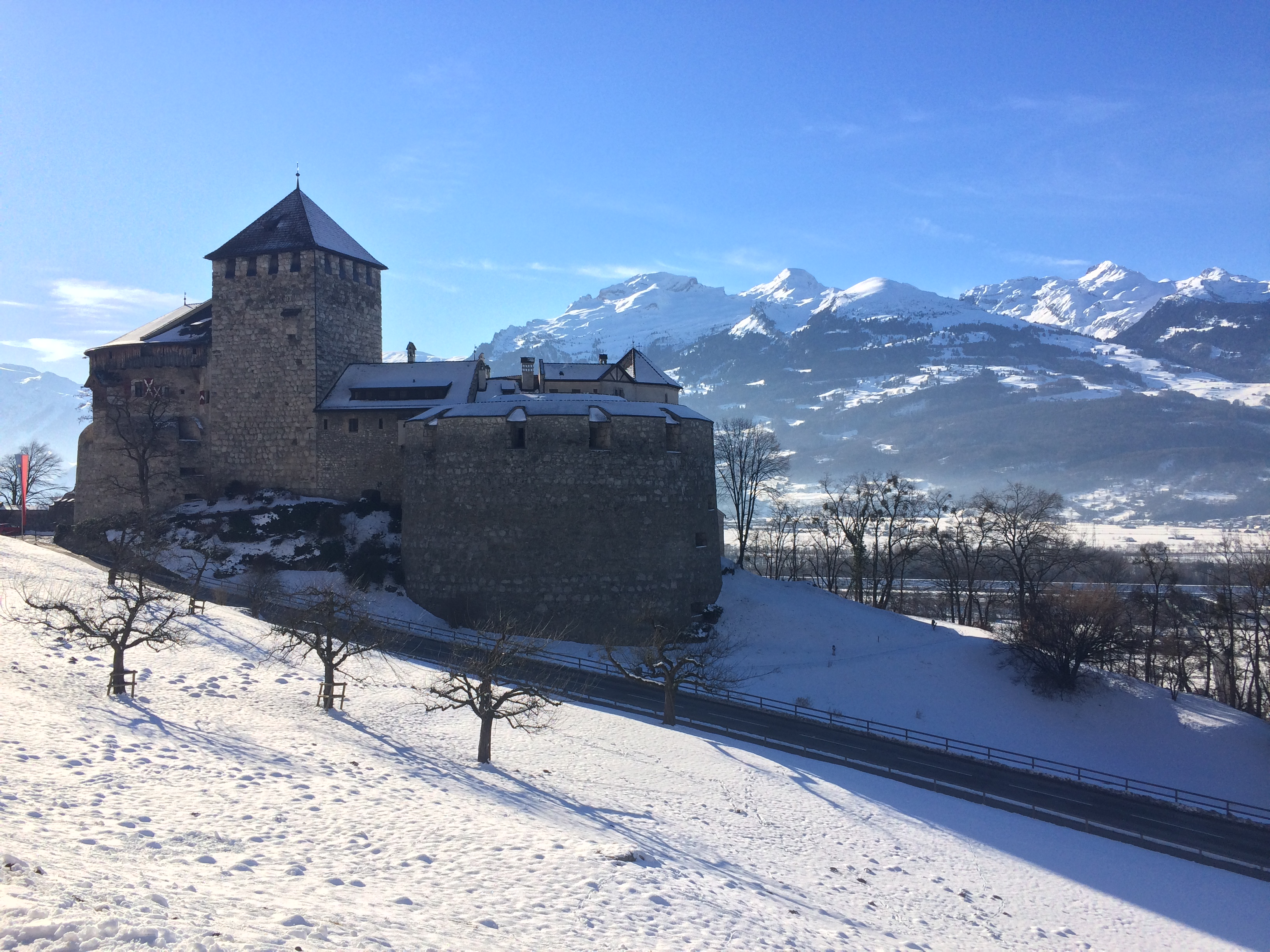
冬季的城堡的东面
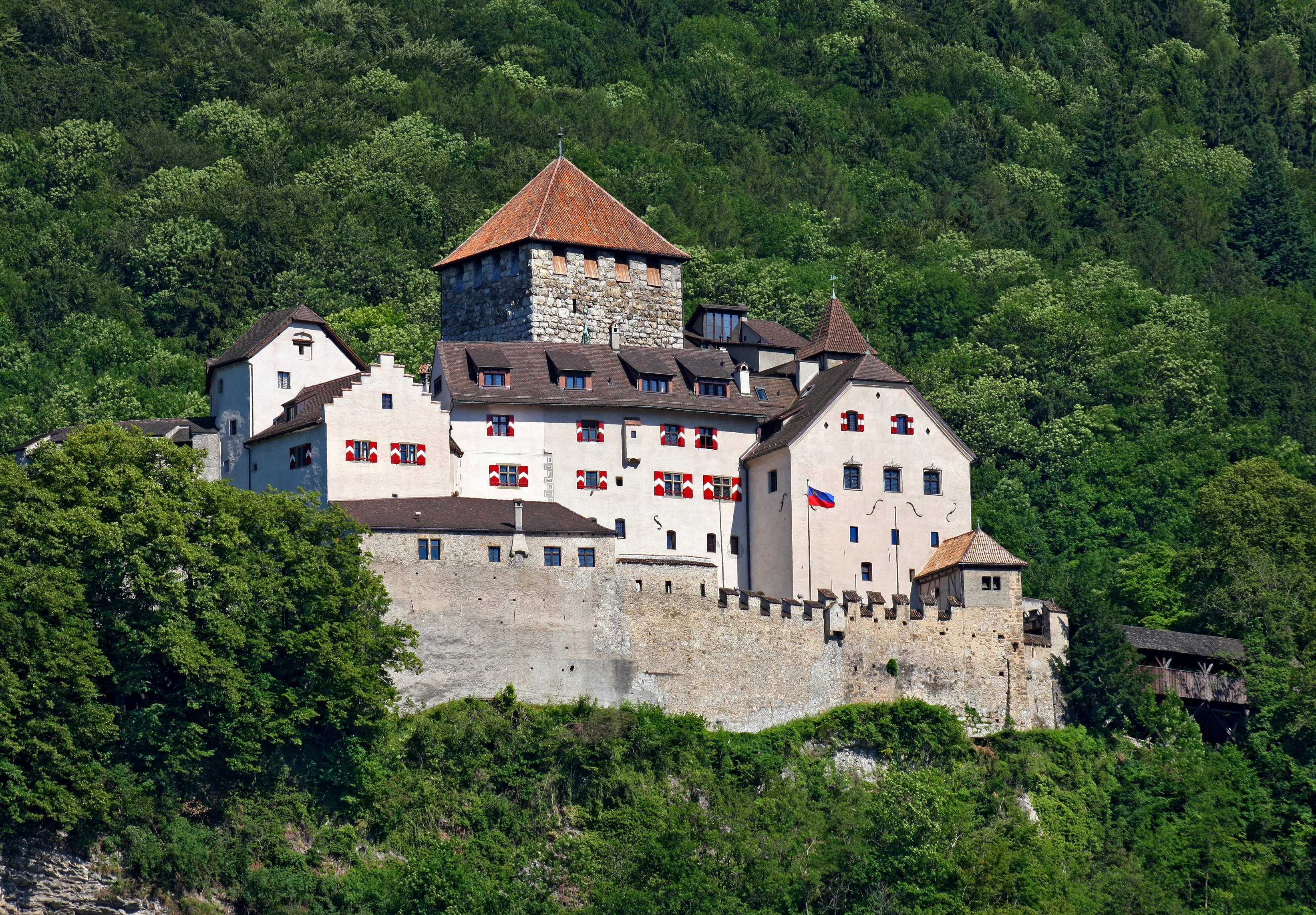
从首都眺望城堡
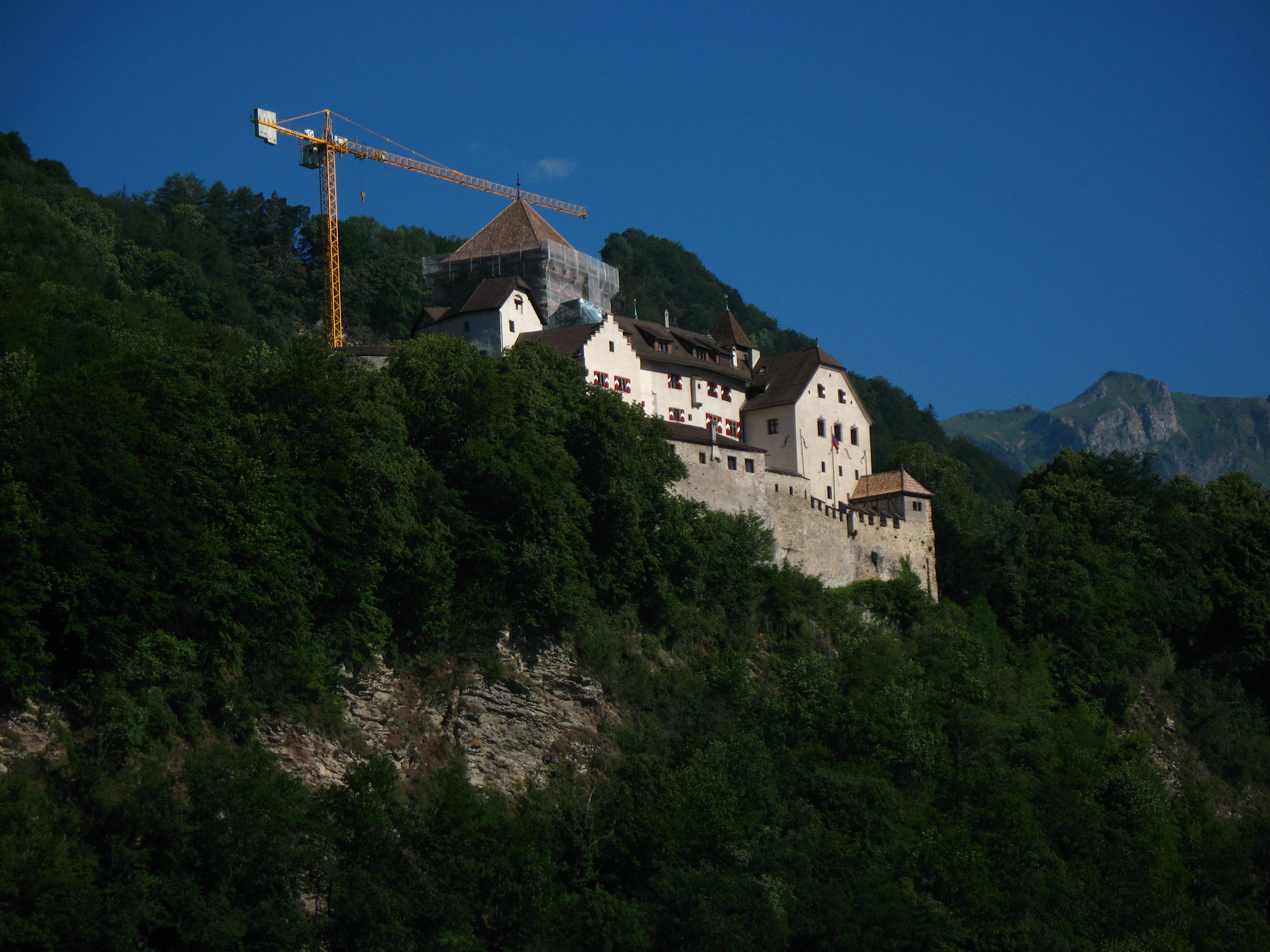
瓦杜兹城堡塔楼休整
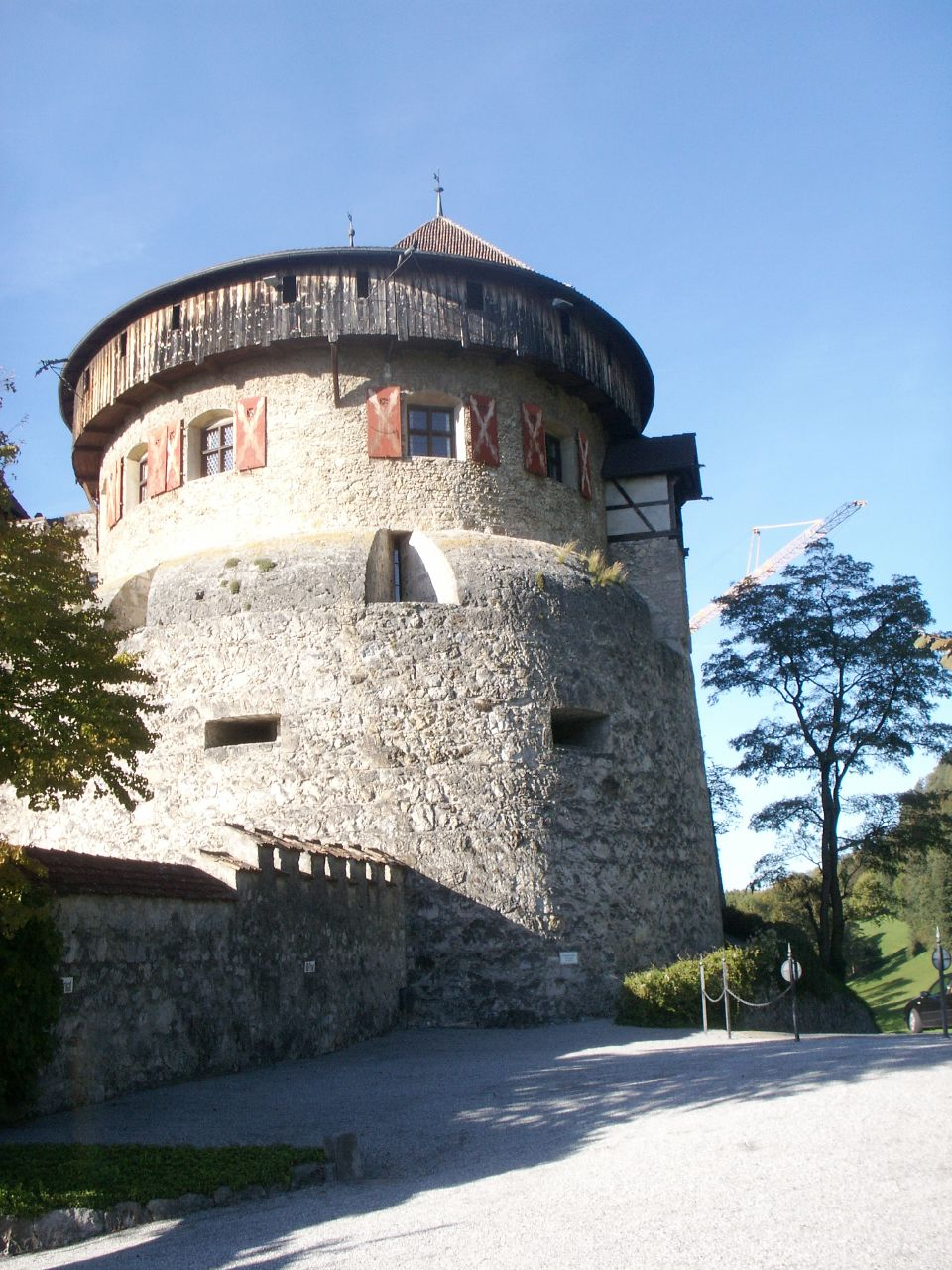
瓦杜兹城堡